# Leucania macoya
Leucania macoya är en fjärilsart som beskrevs av William Schaus 1921. Leucania macoya ingår i släktet Leucania och familjen nattflyn. Inga underarter finns listade i Catalogue of Life.